# Менелай Пелагонийский
Менелай Пелагонийский (др.-греч. Μενέλαος Πϵλαγών; IV век до н. э.) — вероятно, правил в Пелагонии и Линкестиде (областях в Верхней Македонии).

## Биография
Скорее всего, отцом Менелая был Аррабей II.
О Менелае повествуют две надписи, дошедшие до нашего времени. Согласно декрету от 363—362 гг. до н. э., найденном на Акрополе в 1860 году, Менелай назван Эвергетом, то есть «Благодетелем.» Этого титула он был удостоен народом Афин за военную и финансовую поддержку в борьбе с Амфиполем, поддерживаемым Халкидским союзом. В этой надписи Менелай и именуется Пелагонийским. В декрете также говорится, что афинскими союзниками были и предки Менелая.
По всей видимости, позднее Менелай был изгнан из страны македонским царем Пердиккой III и нашел убежище в Аттике.
Согласно второй надписи от 360 года до н. э. Менелаю было предоставлено почетное гражданство в Трое. Здесь он носит прозвище «Афинский».
Возможно, именно об этом Менелае говорит Демосфен как о командующем конницей в 351 году до н. э. во время войны Филиппа II во Фракии.
Первичные источники
- Афины
- Троя

Исследования
- Шофман А. С. История античной Македонии. — Казань, 1960.